# Измръзване
Измръзването е състояние, което настъпва, когато излагането на ниски температури причини замръзване на кожата или други тъкани. Първоначалният симптом обикновено е хипестезия (вкочаненост). Това може да бъде последвано от тромавост, несръчност и бяло-синкаво цвят на кожата. След лечение може да настъпят подуване и поява на мехури. Най-често се засягат ръцете, ходилата и лицето.
Хората, изложени на ниски температури за дълги периоди от време, като например любителите на зимните спортове, военнослужещите и бездомните хора, са в най-застрашени. Други рискови фактори са консумацията на алкохол, тютюнопушенето, психични заболявания, някои лекарства и предишни травми от студ. Основният механизъм на състоянието включва поражения от ледени кристали и образуването на тромбове в малките кръвоносни съдове след размразяване. Диагнозата се базира на симптоми. Сериозността на състоянието може да бъде разделена на повърхностно измръзване (1 и 2 степен) или дълбоко измръзване (3 и 4 степен). Магнитно-резонансна томография може да помогне при определянето на обхвата на пораженията.
Превенцията се осъществява чрез носенето на подходящо облекло, хидратиране, хранене, избягване на ниски температури и поддържането на активност без прекалена умора. Лечението включва затопляне. Това следва да се прави, когато няма възможност от повторно измръзване. Търкането на сняг върху засегнатите части не се препоръчва. Обикновено се препоръчва приема на ибупрофен, като при тежки случаи може да се използва илопрост и тромболитична терапия. Понякога е нужна хирургическа намеса. Ампутирането по принцип се забавя няколко месеца, за да се определи точно обхвата на засегнатите тъкани.
Не е ясен точният брой на случаите на измръзване. Честотата може да достига 40% при алпинистите. Най-често засяганата възрастова група е тази между 30 и 50 години.

## Симптоми
Най-често засягани са бузите, ушите, носа, пръстите на ръцете и на краката. Симптомите на измръзването се изострят в продължение на излагането на студ. Измръзванията се класифицират на степени, в зависимост от промените на кожата и усещането, подобно на класифицирането на изгарянията. Все пак, тези степени не съответстват на големината на дълготрайните поражения.

### Първа степен
- Повърхностно измръзване, поражения по повърхността на кожата, които обикновено не са постоянни.
- Основният симптом е загуба на усещане на кожата. Засегнатата кожа може да е подута, с червеникави очертания.
- През следващите дни повърхността на кожата може да се отлепи.[7]

### Втора степен
- Върху кожата се образуват мехури, а повърхността ѝ се втвърдява.
- През следващите дни втвърдената и мехуреста кожа изсъхва, потъмнява и се отлепя.
- Възможно е развиването на дълготрайна чувствителност към студ.[7]

### Трета степен
- Замръзват слоеве тъкан под кожата.
- Появяват се кървави мехури и синьо-сиво оцветяване на кожата.
- През следващите дни болката продължава и се образува черна коричка (струпей).
- Възможна е дълготрайна поява на язви и поражения по хрущялните плочи.[7]

### Четвърта степен
- Засягат се структурите под кожата: мускули, сухожилия и кости.
- Кожата се обезцветява, става твърда и не боли при сгряване.
- През следващите дни кожата почернява и се мумифицира, а обхватът на постоянните поражения може да отнеме месец или повече за определяне, като след това може да настъпи автоампутация.[7]

## Превенция
Като цяло се препоръчва кожата и скалпа да се покриват, адекватно хранене, избягване на тесни обувки и дрехи и поддържането на активност, която да не води до изтощение. При голяма надморска височина допълнителният кислород също помага. Продължителното излагане на студена вода прави човек по-податлив към измръзване. Допълнителни мерки за превенция на измръзване са:
- Избягване на температура под −15 °C.
- Избягване на влага, включително във вида на под и/или средства за омекотяване на кожата.
- Избягване на алкохол и наркотици, които пречат на кръвообращението или естествените защитни рефлекси.
- Облекло на слоеве.
- Употреба на химически или електрически затоплящи устройства.
- Разпознаването на ранните симптоми на измръзването.[5]

## Лечение
Хората с измръзване или потенциално такова следва да намерят защитна среда и да приемат топли течности. Ако няма опасност от повторно измръзване, крайниците могат да се затоплят в чатала или подмишниците на друг човек. Ако засегнатата област измръзне отново, пораженията върху тъканите могат да са по-големи. Разтриването на засегнатата област също може да увеличи пораженията. В полеви условия могат да се приемат аспирин и ибупрофен за предотвратяване на възпаление. Обикновено, ибупрофенът е за предпочитане, тъй като аспиринът блокира някои простагландини, които са важни за възстановяването на уврежданията.
Основен приоритет при хората с измръзване е да се прегледат за хипотермия и други животозастрашаващи усложнения от излагането на студ. Преди третирането на измръзването, температурата на тялото трябва да се вдигне над 35 °C.

## Прогноза
Загуба на тъкани и автоампутация са възможни последствия от измръзването. Дълготрайни поражения по нервите, включително загуба на усещане, също могат да настъпят. Може да изминат няколко седмици, преди да се установи с точност кои части от тъканите ще оцелеят. Времетраенето на излагането на студ е по-добър ориентир, отколкото температурата, на която е бил изложен човек.

## История
Измръзвания са описвани във военната история от хиляди години. Древните гърци срещат и дискутират проблема още през 400 г. пр.н.е. Изследователи са намерили доказателства за измръзвания у хората, датиращи отпреди 5000 години в мумия от Андите. Армията на Наполеон е първият документиран случай на масово измръзване и датира от началото на 19 век, когато той нахлува в Руската империя. Според някои историци, около 1 милион войници падат жертва на измръзване в хода на Първата и на Втората световни войни и в Корейската война.